# Hotel Imperial (Vienne)
Pour les articles homonymes, voir Hôtel Impérial.
L'Hotel Imperial, aussi connu comme L'Impérial, est un hôtel de luxe cinq étoiles de Vienne, en Autriche. Il est situé sur le boulevard circulaire, le Ring.

## Description
La façade imposante, de couleur jaune et blanche, est de style néo-Renaissance italienne. Le haut de l'immeuble contient une balustrade de pierre encadrant les animaux héraldiques du blason des Wurtemberg. Le portail de l'entrée principale contient quatre statues qui sont également symboliques. Le portail originel était assez large pour un attelage ou une calèche à deux chevaux.
Les intérieurs de l'hôtel sont meublés dans l'élégant style XIXe siècle viennois, avec des ornements en marbre, des statues et d'énormes lustres en cristal. Dans le hall de l'hôtel, l'Escalier Royal mène aux chambres et suites qui sont également éclairées par des lustres suspendus depuis les hauts plafonds en stuc. Les balcons privés de l'hôtel offrent des vues sur l'Altstadt, la vieille ville.

## Histoire
Le bâtiment a été construit en 1863. Initialement, il était prévu pour être le palais de la ville (Stadtpalais) et la résidence du duc Philippe de Wurtemberg (1838-1917) et de son épouse Marie-Thérèse (1845-1927) ; son nom d'origine était d'ailleurs le palais Wurtemberg. Le duc et la duchesse, cependant, n'ont pas profité de leur nouveau domicile longtemps, puisqu'ils l'ont occupé cinq ans seulement de 1866 à 1871, année où ils l'ont vendu.
Dans le cadre de l'Exposition universelle de 1873 à Vienne, le palais a été transformé en hôtel.  
L'Hôtel Impérial a eu de nombreux invités célèbres, comme la reine Élisabeth  II et Charlie Chaplin. Les dignitaires et les royautés du monde entier ont séjourné à l'Impérial. Adolf Hitler, qui a travaillé à l'hôtel comme journalier pendant sa jeunesse, y est retourné comme invité d'honneur à la suite de l'Anschluss en 1938. Benito Mussolini a également séjourné à l'hôtel pendant la Seconde Guerre mondiale en 1943.
En 1994, les Starwood Hotels & Resorts Worldwide ont acquis l'hôtel.
L'Impérial a été en partie détenu avant la guerre par Samuel Schallinger, qui a été forcé de vendre en 1938, en raison de la persécution des Juifs. Schallinger est mort en 1942 au camp de concentration de Theresienstadt, près de Prague. Simon Wiesenthal, un Juif Autrichien, survivant des camps de la mort nazis, qui a consacré sa vie à la documentation des crimes de l'Holocauste, a fêté son 90e anniversaire à l'Hôtel Impérial en 1998 avec un dîner cacher. « Regardez, même les lustres ont des tremblements », dit Wiesenthal, lors du dîner. « Hitler est parti. Les nazis ne sont plus. Mais nous sommes toujours là, à chanter et à danser ».
De nos jours encore, les personnalités internationales séjournent régulièrement à l'hôtel, tels l'empereur et l'impératrice du Japon lors de leur visite en 2002.

## Imperial Torte

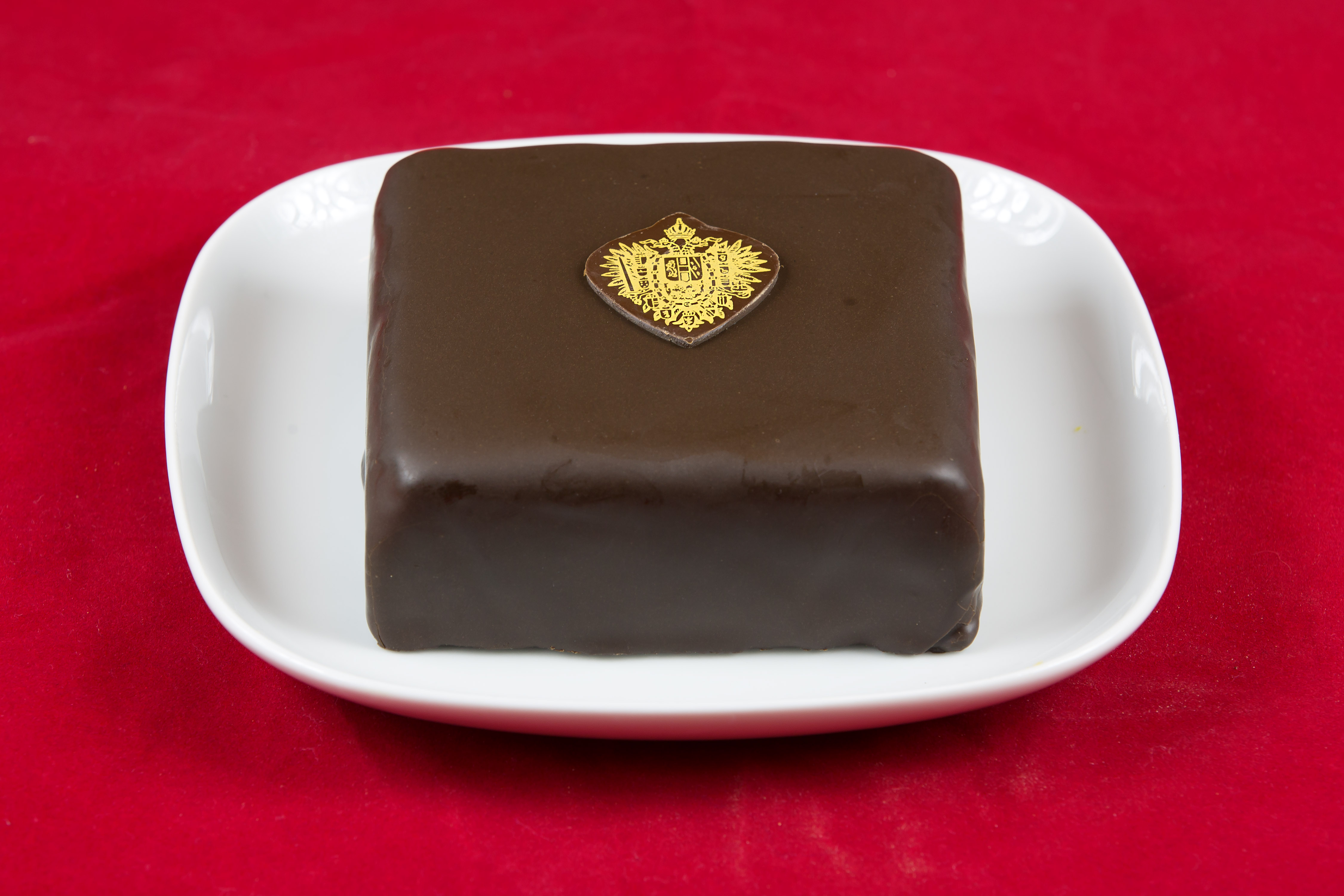
Gâteau Imperial Torte.

Une spécialité de l'hôtel est le gâteau Imperial, connu sous le nom Imperial Torte, qui est fait de pâte d'amande et de chocolat. Il est basé sur une recette que l'on dit avoir été créée par un apprenti cuisinier lorsque l'empereur François-Joseph a inauguré l'hôtel en 1873. 